# Jonas Stark (Pianist)
Jonas Stark (* 8. Juli 1998 in Saarlouis, Deutschland) ist ein klassischer Pianist. Er konzertierte in zahlreichen Ländern Europas sowie in Asien und Australien und trat als Solist mit namhaften Orchestern auf.

## Leben
Jonas Stark begann seine musikalische Ausbildung im Alter von fünf Jahren bei Jelena Semenenko. Er absolvierte 2018 seinen Bachelor an der Hochschule für Musik Saar bei Thomas Duis. Anschließend folgte ein Master-Studium sowie das Professional Diploma bei Ian Fountain an der Royal Academy of Music in London. Im Jahr 2025 schloss er das Konzertexamen bei Roland Krüger in der Soloklasse der Hochschule für Musik, Theater und Medien Hannover ab, wo er seit 2023 auch einen Lehrauftrag für Klavier innehat.
Stark besuchte Meisterkurse bei renommierten Pianist:innen und Musiker:innen wie Dmitri Alexeev, Dmitri Bashkirov, Adrian Brendel, Imogen Cooper, Pascal Devoyon, Konrad Elser, Christopher Elton, Janina Fialkowska, Peter Frankl, Bernd Goetzke, Grigory Gruzman, Martin Helmchen, Leslie Howard, Geoffrey Madge, Anna Malikova, Robert McDonald, Midori, Kent Nagano, Steven Osborne, John Perry, Arie Vardi und Jörg Widmann.
Seit 2021 ist er Young Steinway Artist.

## Konzerttätigkeit
Jonas Stark trat als Solist mit zahlreichen renommierten Orchestern auf, darunter die Deutsche Radio Philharmonie, die Duisburger Philharmoniker, die Haydn Philharmonie, die Heidelberger Philharmoniker, das Münchener Kammerorchester, die Norddeutsche Philharmonie und die Wiener Symphoniker.
Er arbeitete mit namhaften Dirigent:innen wie Marin Alsop, Marcus Bosch, Martin Fratz, Dietger Holm, Axel Kober, Petr Popelka und Kahchun Wong zusammen und konzertierte in Deutschland, Frankreich, den Niederlanden, dem Vereinigten Königreich, Irland, Polen, der Slowakei, Österreich, der Schweiz, Italien, Russland, China, den Philippinen und Australien.
Seine Konzertmitschnitte und Studioaufnahmen fanden Ausstrahlung bei verschiedenen nationalen und internationalen Rundfunkanstalten, beispielsweise in der Australian Broadcasting Corporation (ABC Classic), im Bayerischen Rundfunk (BR-Klassik), in der British Broadcasting Corporation (BBC Radio 3), im Deutschlandfunk (DLF Kultur), im Hessischen Rundfunk (HR 2), im Mitteldeutschen Rundfunk (MDR Kultur), im Norddeutschen Rundfunk (NDR Kultur), im Österreichischen Rundfunk (Ö1), bei Radio Canada, im Saarländischen Rundfunk (SR Kultur), im Schweizer Radio (SRF Kultur), im Südwestrundfunk (SWR Kultur) oder im Westdeutschen Rundfunk (WDR 3).

## Auszeichnungen
Jonas Stark erhielt zahlreiche Preise bei nationalen und internationalen Wettbewerben:
- 2. Preis (ex aequo) beim 17. Internationalen Beethoven Klavierwettbewerb Wien (2025)[29]
- Sonderpreis und Aufnahme in die Konzertförderung beim Deutschen Musikwettbewerb in Leipzig (2025)[30]
- 1. Preis bei der 6th Hong Kong International Piano Competition (2022)[31][32][33]
- Sonderpreis beim 71. Internationalen Musikwettbewerb der ARD in München (2022)[34][35]
- 3. Preis beim 14. Internationalen Schubert-Wettbewerb Dortmund (2021)[11]
- 1. Preis beim 19. Walter Gieseking-Wettbewerb in Saarbrücken (2017)[36]
- 1. Preis bei der International Piano Competition FLAME in Paris (2017)
- 1. Preis und zwei Sonderpreise beim 51. Bundeswettbewerb Jugend musiziert in Braunschweig/Wolfenbüttel (2014)[37]
- Förderpreis beim 13. Internationalen Klavierwettbewerb Ettlingen (2012)[38]
- 2. Preis beim Internationalen Rachmaninov Wettbewerb in Frankfurt (2010)
- 1. Preis beim Concours Musical de France in Paris (2009)

Zweimal wurde ihm der Sonderpreis des Saarlandes für herausragende solistische Leistungen verliehen.

## Stipendien
Jonas Stark ist Alumnus folgender Stiftungen:
- Countess of Munster Musical Trust
- DAAD (Deutscher Akademischer Austauschdienst)
- Deutsche Stiftung Musikleben[40]
- Hans-und-Ruth-Giessen-Stiftung (Giessen-Preis)[41]
- Imogen Cooper Music Trust[4]
- Konzertförderung Deutscher Musikwettbewerb[30]
- Jürgen-Ponto-Stiftung[37]
- Studienstiftung des deutschen Volkes[1]